# Monastero di Agarathos
Il monastero di Agarathos (in greco Μονή Αγκαράθου) è un monastero greco-ortodosso nell'isola greca di Creta.

## Storia

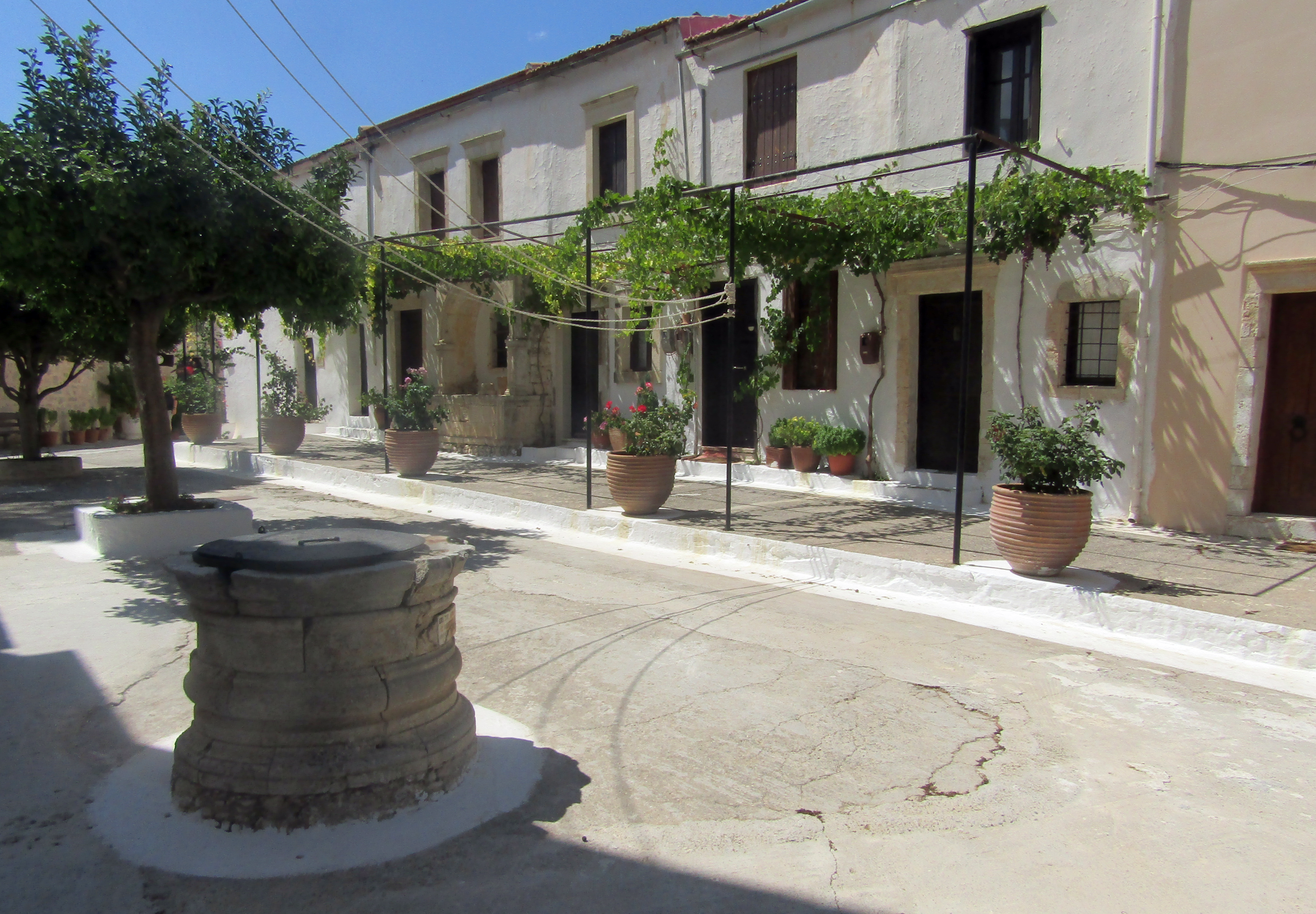
Il cortile con il pozzo ed alcune delle celle dei monaci

Agarathos è uno dei monasteri più antichi di Creta ma la data esatta della sua fondazione non è nota. Probabilmente risale al Secondo periodo bizantino di Creta, ovvero tra il 1000 e il 1200 d.c., e in origine appartenne alla famiglia aristocratica dei Kallergis (in greco Καλλέργης). Secondo la tradizione il suo nome deriva da agarathia, il termine usato nel dialetto cretese per definire il salvione giallo, perché l'icona mariana venerata nel monastero venne trovata sotto un cespuglio di questa pianta. Il più antico documento scritto dove viene menzionato risale al 1532, durante la dominazione veneziana. In quel periodo il monastero Agarathos godeva di una notevole prosperità, e molti dei monaci che vi vivevano erano originari di Cerigo. Durante l'occupazione ottomana di Creta, il monastero servì spesso come base per i combattenti cretesi, prendendo a volte anche parte attiva negli scontri, e fu perciò oggetto di varie azioni di rappresaglia da parte delle truppe turche. Vari importanti esponenti dell'ortodossia, tra i quali Cirillo Lucaris, Melezio I Pegas e Teodoro II di Alessandria, sono stati monaci ad Agarathos.

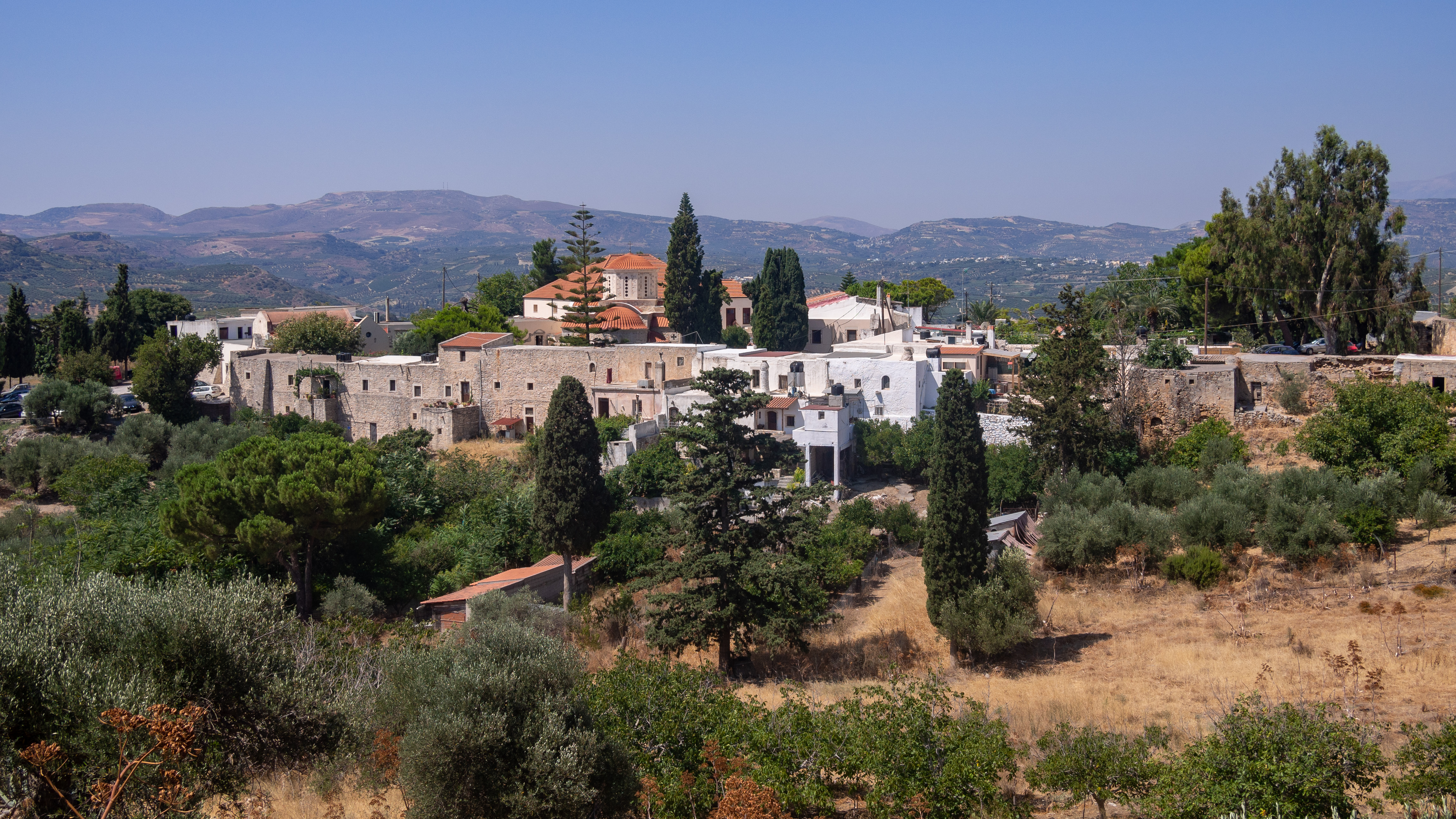
Vista d'insieme

Oggi Agarathos continua a funzionare come monastero maschile; secondo i dati del censimento del 2001 vi vivevano in quell'anno 19 monaci. La comunità monastica porta inoltre avanti alcune attività agricole tra le quali la produzione di olio di oliva.

## Caratteristiche

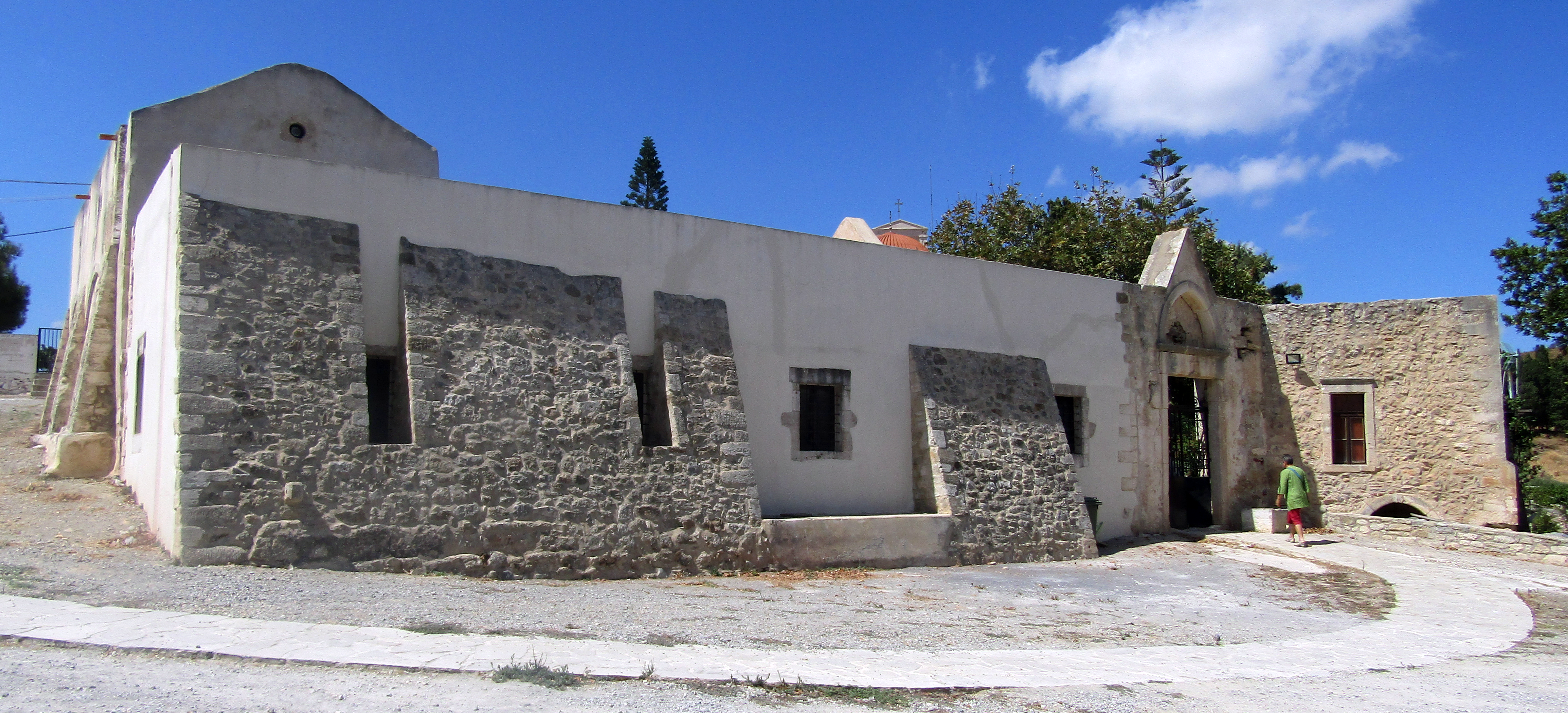
Le mura viste dall'esterno

Il complesso monastico si trova presso il villaggio di Sgourokefali (che faceva parte dell'ex comune di Episkopi, oggi assorbito da quello di Chersonissos), nell'unità periferica di Candia. È collocato in una zona verde ad una altitudine di 538 m s.l.m., all'incirca 24 kma a est di Candia. Il monastero è caratteristico per la sua architettura che richiama quella di una fortezza, con massicce mura perimetrali. L'edificio principale (il catholicon) è una chiesa a due navate che fu costruita in sostituzione di una più antica e che venne completata nel 1894. Una delle due navate è dedicata alla Dormizione di Maria (Kimisis) e l'altra a San Mena. Nel 1935 la chiesa venne ufficialmente designata come monumento tutelato. Una chiesa più antica dedicata a San Raffaele si trova fuori dalla cinta muraria che delimita il cortile.